# 沈立義
沈立義（？—1631年），號玄罕，湖廣安慶府太湖縣匠籍。

## 生平
萬曆三十七年（1609年）己酉科舉人，四十四年（1616年）丙辰科進士，工部觀政，四十五年授浙江樂清縣知縣，天啓二年擢户部陕西司主事，管宝源局，五年降補赣州府推官，六年升工部都水司主事，七年授桂王府右长史，崇祯二年（1629年）除長沙府知府，四年卒官。

## 家族
曾祖沈崑。祖沈。父沈万瑞，庠生。